# Nsanje
Nsanje – miasto w Malawi; 26,8 tys. mieszkańców (2018). Przemysł spożywczy, włókienniczy.